# Virtual International Authority File
Das Virtual International Authority File (VIAF) ist eine virtuelle internationale Normdatei. Es ist ein Gemeinschaftsprojekt mehrerer Nationalbibliotheken und Bibliotheksverbünde, das durch das Online Computer Library Center (OCLC) betrieben wird. Das Projekt wurde 2003 von der Deutschen Nationalbibliothek und der Library of Congress initiiert und nahm 2012 seinen regulären Betrieb auf.

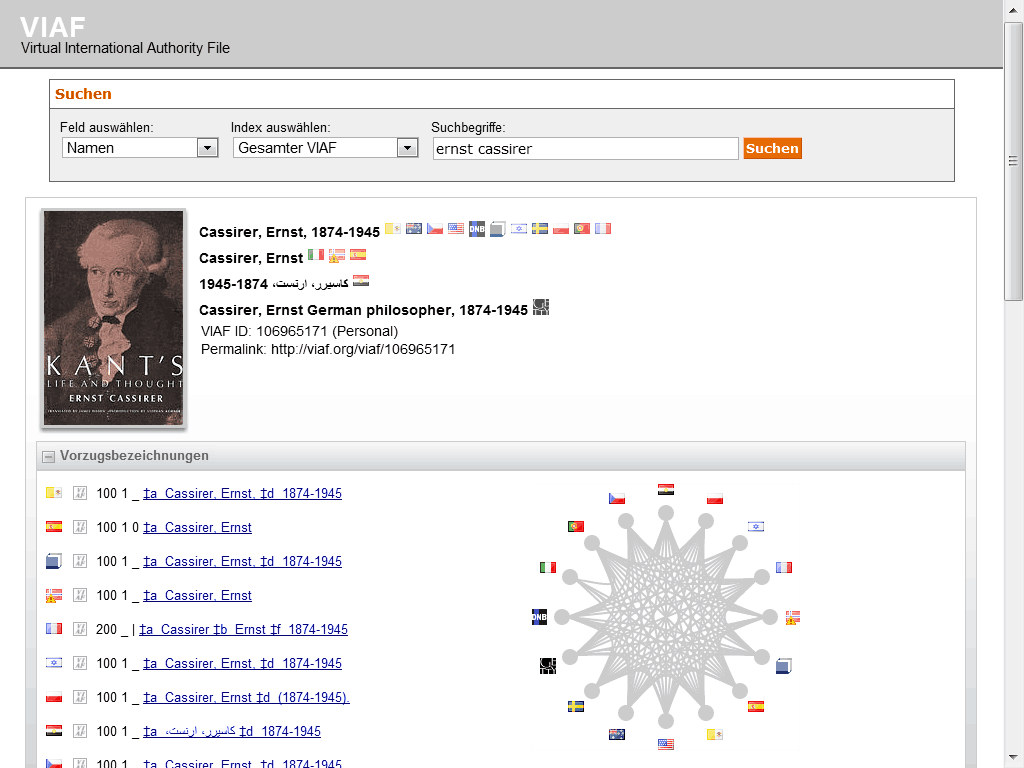
VIAF: Screenshot (2012)

## Inhalt und Ziele
Ziel des VIAF ist die Verknüpfung nationaler Normdateien (wie der von der Deutschen Nationalbibliothek betreuten Gemeinsamen Normdatei) zu einer weltweit einheitlichen virtuellen Normdatei. Dabei werden die Datenbestände von 25 Normdateien zusammengeführt und identische Datensätze in einer Konkordanzdatei verlinkt. Die Daten werden online angeboten und stehen für Recherchen, den Datenaustausch und die gemeinsame Datennutzung zur Verfügung. Zur Aktualisierung der Datenbestände wird das Protocol for Metadata Harvesting der Open Archives Initiative (OAI-PMH) verwendet. Einmal pro Monat findet ein Musterabgleich („Pattern Matching“) statt, bei dem neue Datensätze mit den bestehenden zusammengeführt werden.
Zur Referenzierung erhält ein VIAF-Datensatz eine eigene Normdatennummer als Identifikator, aus der eine Form als Uniform Resource Identifier für Linked-Data-Anwendungen hervorgeht. Er enthält Verweise auf die zusammengeführten Datensätze der beteiligten Normdateien und deren Ansetzungen.

## Teilnehmende Bibliotheken
Am Projekt nehmen folgende Bibliotheken bzw. Bibliotheksverbünde teil (Stand Mai 2020):
- Bibliotheca Alexandrina, Ägypten
- Nationalbibliothek der Republik Argentinien, Argentinien
- National Library of Australia, Australien
- Open VLACC (Flemish Public Libraries), Belgien
- Brasilianische Nationalbibliothek, Brasilien
- Chilenische Nationalbibliothek, Chile
- Dansk BiblioteksCenter, Dänemark
- Deutsche Nationalbibliothek, Deutschland
- Estnische Nationalbibliothek, Estland
- Bibliothèque nationale de France, Frankreich
- Système universitaire de documentation (SUDOC), Frankreich
- Griechische Nationalbibliothek, Griechenland
- Irische Nationalbibliothek, Irland
- National- und Universitätsbibliothek Islands, Island
- Israelische Nationalbibliothek, Israel
- Istituto Centrale per il Catalogo Unico, Italien
- Nationale Parlamentsbibliothek, Japan
- Kokuritsu Jōhōgaku Kenkyūjo (NII), Japan
- Library and Archives Canada, Kanada
- Bibliothèque et Archives nationales du Québec, Kanada
- Koreanische Nationalbibliothek, Korea
- National- und Universitätsbibliothek Zagreb, Kroatien
- Lettische Nationalbibliothek, Lettland
- Libanesische Nationalbibliothek, Libanon
- Litauische Martynas-Mažvydas-Nationalbibliothek, Litauen
- Bibliothèque nationale de Luxembourg, Luxemburg
- Bibliothèque Nationale du Royaume du Maroc, Marokko
- Königliche Bibliothek der Niederlande, Niederlande
- BIBSYS, Norwegen
- Nasjonalbiblioteket, Norwegen
- Polnische Nationalbibliothek, Polen
- Narodowy Uniwersalny Katalog (NUKAT), Polen
- Biblioteca Nacional de Portugal, Portugal
- Russische Nationalbibliothek, Russland
- Königliche Bibliothek zu Stockholm, Schweden
- Schweizerische Nationalbibliothek, Schweiz
- Reseau des bibliothéques de Suisse occidentale (RERO), Schweiz
- National Library Board, Singapur
- Slowakische Nationalbibliothek, Slowakei
- Slowenische National- und Universitätsbibliothek, Slowenien
- Biblioteca Nacional de España, Spanien
- Biblioteca de Catalunya, Spanien
- National Central Library, Taiwan
- Nationalbibliothek der Tschechischen Republik, Tschechien
- Széchényi-Nationalbibliothek, Ungarn
- Biblioteca Apostolica Vaticana, Vatikan
- Getty Research Institute, Vereinigte Staaten
- Library of Congress, Vereinigte Staaten
- Perseus Project, Vereinigte Staaten
- Syriac Reference Portal, Vereinigte Staaten

Außerdem werden Einträge folgender Datenbanken angezeigt:
- International Standard Name Identifier
- Répertoire International des Sources Musicales
- Répertoire International de Littérature Musicale
- Wikidata